# Vallvidrera, el Tibidabo i les Planes

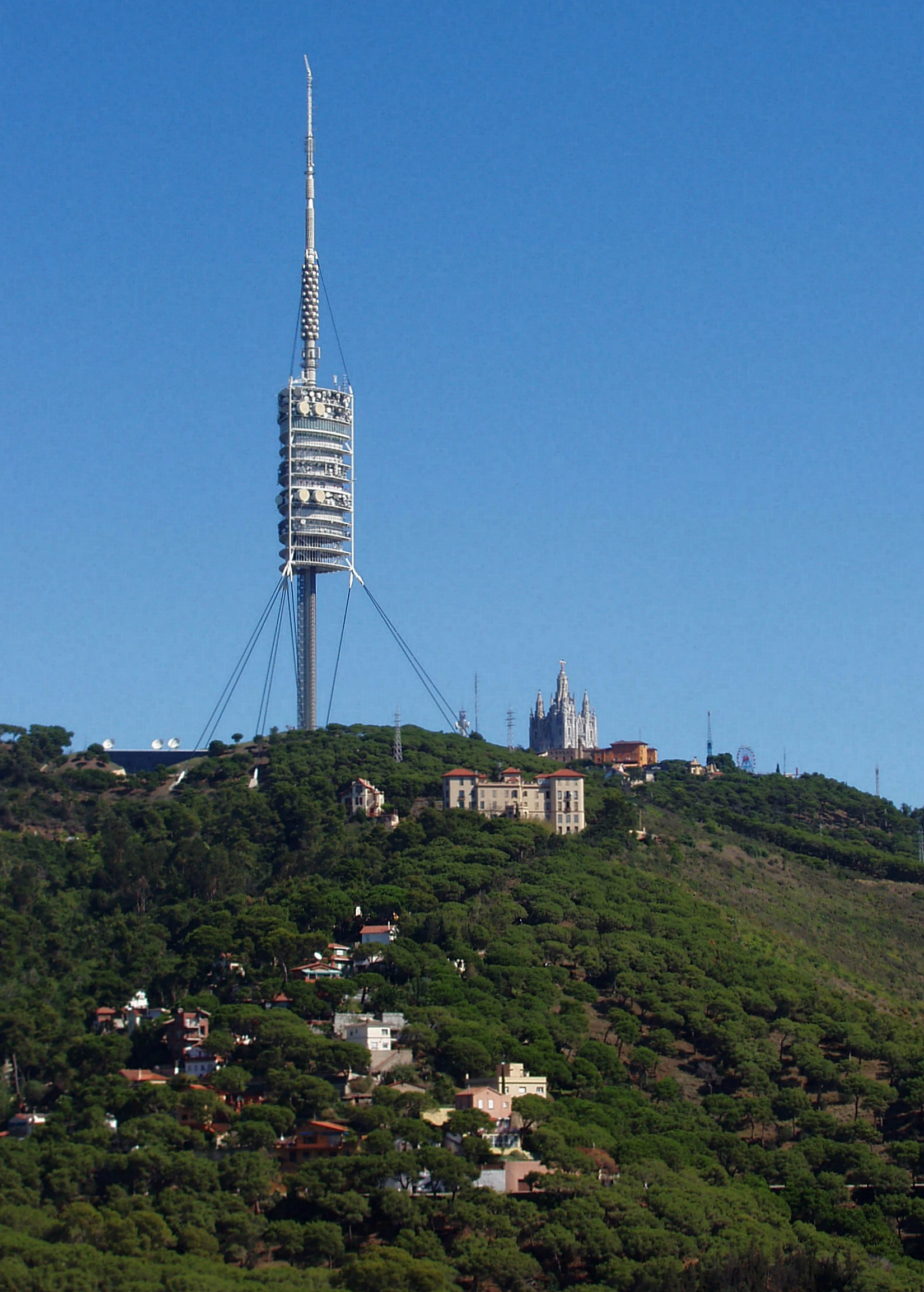
Vista des de la carretera de les Aigues, amb la Torre de Collserola a l'esquerra, l'edifici Ideal Pavillion al centre, i el Tibidabo al darrere.

Vallvidrera, el Tibidabo i les Planes és un barri del districte barceloní de Sarrià - Sant Gervasi, situat a la serra de Collserola. Aquest barri agrupa els nuclis de població de Vallvidrera, el Tibidabo, la Font del Mont i les Planes on es localitzen les agrupacions de Can Rectoret, Mas Guimabau i Mas Sauró. El barri també inclou l'enclavament de Santa Creu d'Olorda. Amb 1152,4 ha se superfície, és un dels barris amb més extensió de Barcelona.
Històricament Vallvidrera i les Planes formaven part del terme de Sarrià, mentre que el Tibidabo s'incloïa en el de Sant Gervasi de Cassoles.
Vallvidrera fou terme independent fins que es va agregar a l'antic terme de Sarrià el 1892. Alguns edificis destacables d'aquest barri o sector són Santa Maria de Vallvidrera i la casa pairal Vil·la Joana. Vallvidrera va créixer força quan es va convertir en lloc d'estiueig d'alguns barcelonins i actualment és una zona residencial permanent.
Al Tibidabo es va urbanitzar quan s'hi va construir el parc d'atraccions del Tibidabo, l'Observatori Fabra (1902-1904) i el Temple del Sagrat Cor. El 1992 s'hi va inaugurar la torre de Collserola de Norman Foster. Al costat del parc es troba el nucli residencial.